# Lucas Digne
Lucas Digne (født 20. juli 1993) er en fransk professionel fodboldspiller, som spiller for Premier League-klubben Aston Villa og det franske landshold.

## Klubkarriere

### Lille OSC
Digne ankom til Lille i 2005, hvor han startede på holdets ungdomshold. Den 27. juli 2010 skrev Digne under på sin første professionelle kontrakt med klubben. Kontrakten ville udløbe i sommeren 2013. Eftersom han underskrev kontrakten i 2010, blev han første rykket permanent op til senior truppen i 2011, hvor han blev tildelt trøjenummer 3. Den 26. oktober 2011 fik Digne sin debut for klubben, i en 3-1 sejr over Sedan i den franske pokalturnering Coupe de la Ligue.

### Paris Saint-Germain
Den 17. juli 2013 blev det bekræftet, at Digne skiftede til Paris Saint-Germain. Digne blev købt for €15 millioner, og skrev under på en 5-årig kontrakt.

#### Lån til Roma
Digne blev udlånt til Roma i august 2015. 

### Barcelona
Digne skiftede til Barcelona i juli 2016. Digne var del af holdet som vandt både Copa del Rey og La Liga i 2017-18.

### Everton
Digne skiftede til Everton i august 2018. Digne imponerede hos Everton, og han blev stemt som årets spiller af Evertons fans i hans debutsæson.
Digne fortsatte med at være fast del af Everton mandskabet frem til 2021-22 sæsonen, hvor hans spilletid blev reduceret på grund af konflikt med Evertons træner Rafa Benítez.

### Aston Villa
Digne skiftede til Aston Villa i januar 2022.

## Landshold

### Ungdomslandshold
Digne har spillet på adskillige franske ungdomslandhold.

### Seniorlandshold
Digne debuterede for Frankrigs landshold i en venskabskamp imod Holland den 5. marts 2014.
Digne har været del af Frankrigs trup til VM 2014, EM 2016 og EM 2020.